# Лого (язык программирования)
Ло́го (англ. Logo) — язык программирования высокого уровня, разработанный в 1967 году Уолли Фёрзегом, Сеймуром Пейпертом и Синтией Соломон в образовательных целях для обучения детей дошкольного и младшего школьного возраста основным концепциям программирования (рекурсии, расширяемости и пр.).
Первое научное подтверждение успеха применения Лого как средства обучения было продемонстрировано Идит Харель, студенткой Пейперта, которая использовала Лого для обучения детей программированию и дробям в 1988 году.
Logo обеспечивает среду, в которой дети могут развивать свои навыки рассуждений и решений задач.

## Общие сведения

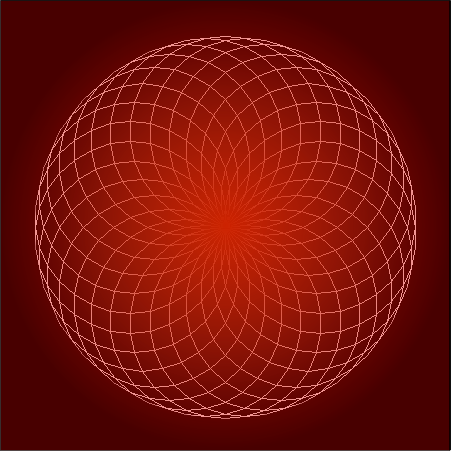
Пример применения черепашьей графики в Лого

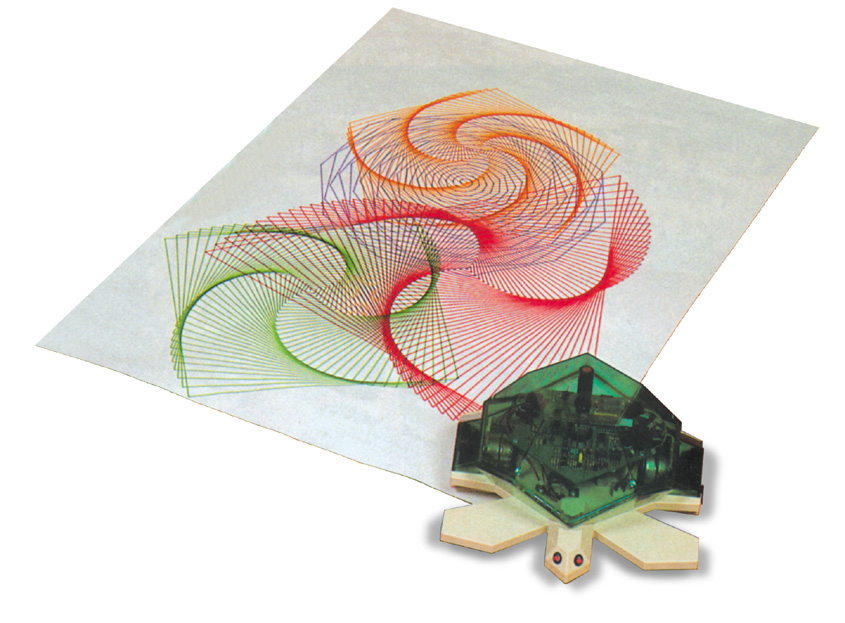
Черепашка

Типичной и ожидаемой частью языка и среды программирования Лого являются средства черепашьей графики, которые, с одной стороны, позволяют придать наглядность обучению программированию, а с другой — очень органично сочетаются с широким использованием рекурсии.
Интерпретаторы Лого существуют для различных платформ и операционных систем: Windows, DOS, Linux, Mac OS, Unix и др. Существует также множество объектно-ориентированных диалектов Лого, таких как Object Logo, вышедший в 1986 году. В 1997 году вышла российская версия — ЛогоМиры.
Брайн Харви, автор трехтомника о стиле программирования на Лого («Computer Science Logo Style») создал Berkeley Logo. Мультиагентные версии Лого — StarLogo и NetLogo.
Типичные реализации Лого (от LCSI, например) предоставляют программисту библиотеку встроенных команд, текстовую консоль интерпретатора и «лист программ», на котором можно разместить инструкции регистрации новых функций. Также обеспечивается как минимум один графический экран, как минимум с одной «черепашкой».
Во многих реализациях поддерживается многопоточность — на уровне выполнения команд черепашками и на уровне возможности запустить команду асинхронно и в дальнейшем проверять, завершилась ли она. Есть возможность передать на выполнение интерпретатору программно сформированный список слов.
Лого более прогрессивен, чем процедурные языки программирования Бейсик и Фортран, которые обычно используются для обучения программированию. Однако, реализации Лого, как правило, не имеют достаточно хорошо разработанных программ для работы с файлами, и это мешает ему получить широкое распространение в качестве языка программирования.
По сути, язык Лого является адаптацией языка Лисп (некоторые даже называют его «Лиспом без скобок»).

## Синтаксис и интерпретация
В языке Лого программа представляет собой список «слов».
Как правило, реализации Лого слабо ограничивают перечень допустимых в слове символов, поэтому команды можно называть и по-русски. Более того, многие русскоязычные реализации Лого имеют русскоязычные команды или встроенные русскоязычные синонимы для всех встроенных команд.
Слова в списке разделяются пробелами.
Слово может быть либо командой, либо литералом одного из трёх видов — строковым, числовым или литералом списка. Команда может возвращать значение, тогда она считается функцией. Литералы возвращают своё значение непосредственно. Строковой литерал — оформляется как слово, перед которым ставят двойную кавычку. Слова, состоящие из цифр, интерпретируются как числовые литералы. Для формирования списка из слов в тексте программы их окружают квадратными скобками.
Также есть команды сохранения и получения значения по имени, но многие реализации дополняют его понятием переменной — вводя компактный синтаксис команды для получения значения переменной. Поэтому обычно для получения значения переменной достаточно написать её имя, предварив его двоеточием.
Имеется специальный синтаксис для передачи в некоторые встроенные команды заранее не фиксированного количества параметров. Для этого предлагается заключать команду и все её параметры в круглые скобки, например: (СПИСОК :A :Б :В :Г 1 2 3 4) Для пользовательских команд такой синтаксис не применим, потому что не предусмотрено синтаксиса для описания обработки переданных таким образом параметров.
Переданный на выполнение интерпретатору список команд выполняется по очереди. Очередное слово интерпретируется как команда из текущего словаря системы. Если она принимает параметры, то интерпретатор выполняет следующее слово из списка, с целью получить значение для передачи его в качестве первого параметра.
Если команда стоит на месте параметра, ожидается что эта команда вернёт значение. А если возвращаемое очередной командой значение не предусмотрено передавать другой команде, система сообщает об ошибке, если такой вызов встретился в тексте программы, либо отображает значение, если вызов команды произведён в интерактивном режиме.
Поддерживается использование привычной инфиксной формы выражений математики и логики на привычных операторах, типа «(2 + 3) * 5» и «2 > 5». Но в связи с тем, что по основным правилам языка сначала идёт команда, а потом её параметры, для базовых арифметических и логических операций в некоторых диалектах (LCSI ЛогоМиры и LogoWriter, например) также существуют команды, с использованием которых выражения принимают вид «умножь сложи 2 3 5» и «больше? 2 5».
Есть команда для расширения словаря пользовательскими командами, она принимает имя новой команды, список параметров и список команд.
Предусмотрены два основных механизма управления ходом выполнения программы: оператор цикла с фиксированным числом повторений и рекурсия.

## Hello, World!
```
TO HELLO
PRINT [Hello, World!]
END
```

В русской версии языка Лого:
```
ДЛЯ ПРИВЕТСТВИЯ
ПИШИ [Привет, мир!]
КОНЕЦ
```

## Реализации
По состоянию на июнь 2010 года насчитывалось не менее 246 реализаций Лого с момента создания языка.
В настоящее время не имеется единого стандарта языка Лого, хотя широко приняты определённые соглашения о базовых аспектах языка. Диалекты Лого имеют значительные отличия. Ситуация усложняется наличием ряда программ черепашьей графики, которые ошибочно называются «Лого».
Наиболее широко использовавшейся и доминировавшей в своё время реализацией языка была система Apple Logo, разработанная фирмой LCSI для компьютера Apple II и распространённая в 1980-е годы. В Болгарии была произведена локализация этого продукта на болгарский и русский языки для совместимых с Apple II компьютеров серии Правец 8, распространявшаяся под названием «Лого 2.0» и широко использовавшаяся в учебном процессе в Болгарии и СССР. В дальнейшем в России была выпущена русская локализация продукта LCSI для MS-DOS под названием LogoWriter.
На сегодняшний день распространена свободная кроссплатформенная реализация UCBLogo, также известная как Berkeley Logo, недостатком которой, однако, является рудиментарный графический интерфейс пользователя.
Для Microsoft Windows доступна система MSWLogo и её более новая версия FMSLogo, которые широко используются в школах Великобритании и Австралии. Также в западных школах используются коммерческие реализации MicroWorlds Logo и Imagine Logo.
MSWLogo и FMSLogo поддерживают использование нескольких черепах и трёхмерную графику, а также расширенные возможности ввода-вывода и другие расширения.
Для MacOS X доступна бесплатная реализация ACSLogo, имеющая достаточно развитый графический интерфейс, локализацию на нескольких языках и позволяющая добавлять собственные локализации.
В России в учебном процессе используются русские локализации LCSI MicroWorlds для Windows и Mac OS X под названием «ЛогоМиры» и «ПервоЛого».